# Козлов, Сергей Леонидович
Сергей Леонидович Козлов (25 июня 1958, Москва — 28 февраля 2024, там же) — российский историк литературы, культуры и научных идей, переводчик, редактор.

## Биография

Сергей Козлов с однокурсниками (группа «Гуманизм Левинсона») в студенческие годы

Сын киноведа Л. К. Козлова и исследовательницы романских литератур И. А. Тертерян. Окончил филологический факультет МГУ (1980). В 1975 году стал одним из соавторов сочинённой студентами филфака пародийной рок-оперы «Павлик Морозов — суперзвезда».
Кандидат филологических наук (диссертация «Проблема рококо и французское литературное сознание XVII—XVIII веков», 1985).
Преподавал историю зарубежной литературы в МГУ (1983—1993), историю европейской культуры XVII—XVIII веков в РГГУ (1993—1996), работал также в МВШСЭН (2001—2002). В 2006—2013 гг. — профессор Института высших гуманитарных исследований им. Е. М. Мелетинского РГГУ. В 2011—2015 гг. профессор Высшей школы экономики, в 2011 и 2014 гг. признавался лучшим преподавателем. Был одним из основных разработчиков образовательной программы «Филология» в ВШЭ, читал курсы «Введение в филологию», «Литература в контексте современной философии», «Филология в системе современного гуманитарного знания». Лекции Козлова отличались глубокой концептуальной выстроенностью, лёгкостью в выстраивании сложных взаимосвязей между проблемами, харизматичной подачей.
В 1996—2002 гг. Козлов был редактором отдела теории журнала «Новое литературное обозрение», опубликовал в нём ряд статей и обзоров по западноевропейской философии и теории культуры, включая манифест «Осень филологии», вызвавший оживлённую научную дискуссию. Дискуссии о «новом историзме» посвящена специальная работа К. Эмерсон. Обзоры и предисловия Козлова к научным переводам способствовали форсированному знакомству российского научного сообщества с такими направлениями европейских гуманитарных исследований, как интеллектуальная история, история идей, микроистория. Особую роль он сыграл в популяризации работ Карло Гинзбурга.
Скончался 28 февраля 2024 года, за день до запланированной операции на сердце. Похоронен на Переделкинском кладбище.

## Труды
Главный труд С. Л. Козлова — монография «Имплантация» (2019) о становлении французского гуманитарного знания как научной дисциплины на рубеже XIX и XX веков и об общественном и социальном контексте этого процесса, о взаимодействии французской научной традиции с гуманитаристикой других стран. В рецензии на книгу И. О. Дементьев характеризует монографию как «пример внимательного всматривания в культурный опыт великих европейских наций, уважительного отношения к чужим достижениям, педантичности в выписывании деталей панорамной картины истории гуманитарного знания» и как книгу, «которой по праву может гордиться современная российская гуманитаристика». И. В. Кукулин замечает, что, говоря о сложностях усвоения французской мыслью немецкого интеллектуального и культурного продукта, Козлов держал в подтексте и историю того, как «западные модели производства знания усваивались и переосмыслялись в советской и постсоветской России».
Переводил поэзию с английского (Дж. Донн: «Прощанье, запрещающее грусть», «Блоха», «Общность»), философские и другие гуманитарные тексты с французского (Ролан Барт, Жиль Делёз) и с итальянского (Карло Гинзбург, Джорджо Агамбен). Автор эссе-предисловий к переводам крупных памятников западноевропейской научной мысли XX века (Эрнст Роберт Курциус).
Значительная часть деятельности Козлова посвящена кинематографу. В частности, он делал авторские переводы кино (Феллини, Шаброль, Альмодовар и др.) для выпуска на VHS видеокассетах и DVD дисках для нескольких студий и компаний, в том числе и для компании «Мастер Тэйп», компаний «Фильм Престиж», «Синема Престиж».

### Книги
- С. Л. Козлов. Эрнест Ренан: Филология как идеология. — М.: РГГУ, 2012.
- С. Л. Козлов. Имплантация. Очерки генеалогии историко-филологического знания во Франции. — М.: НЛО, 2019.
- К. Гинзбург. Мифы — эмблемы — приметы. Морфология и история: Сб. ст. / Пер. с ит. С. Л. Козлова. — М.: Новое издательство, 2004. ISBN 5-98379-004-8
- К. Гинзбург. Деревянные глаза. Десять статей о дистанции: Сб. ст. / Пер. с ит. М. Велижева, С. Козлова, Г. Галкиной. Ред. В. Зельченко. — М.: Новое издательство, 2021. ISBN 978-5-98379-260-9

### Статьи
- Козлов С. Л. К преодолению одной фобии // Новое литературное обозрение, 1998. № 1.
- Козлов С. Л. История идей / история интеллектуалов // Новое литературное обозрение, 1998. № 3.
- Козлов С. Л. «Гений языка» и «гений нации»: две категории XVII—XVIII веков // Новое литературное обозрение, 1999. № 2.
- Козлов С. Л. К анализу весенних политических метафор последнего месяца // Неприкосновенный запас. 2000. № 4.
- Козлов С. Л. Заметки о стиле Максима Соколова // Новое литературное обозрение, 2000. № 1.
- Козлов С. Л. На rendez-vous с «новым историзмом» // Новое литературное обозрение, 2000. № 2.
- Козлов С. Л. Джорджо Агамбен: философ, пришедший после // Новое литературное обозрение, 2000. № 4.
- Козлов С. Л. Читатель ждет уж рифмы «розы» // Новое литературное обозрение, 2000. № 4.
- Козлов С. Л. О новой книге Джорджо Агамбена // Новое литературное обозрение, 2000. № 6.
- Козлов С. Л. Неужели вон тот — это я? // Новое литературное обозрение, 2001. № 4.
- Козлов С. Л. Наши «новые истористы» // Новое литературное обозрение, 2001. № 4.
- Козлов С. Л. Крушение поезда: Транспортная метафорика Макса Вебера // Новое литературное обозрение, 2005. № 1.
- Козлов С. Л. Бодлер, «К читателю»: перевод и комментарий // Новое литературное обозрение, 2005. № 3.
- Козлов С. Л. Воля, которая нами движет // Новое литературное обозрение, 2006. № 2.
- Козлов С. Л. История филологии с прагматической точки зрения // Новое литературное обозрение, 2006. № 6.
- Козлов С. Л. Межкультурная история филологии // Новое литературное обозрение, 2006. № 6.
- Козлов С. Л. Сообщество выскочек: «Субъективный фактор» реформы высшего образования во Франции эпохи Второй империи // Новое литературное обозрение, 2009. № 100. C. 583—606.
- Козлов С. Л. Филология вещей или филология слов? История одного спора и его сегодняшние продолжения // Новое литературное обозрение, 2009. № 2.
- Козлов С. Л. «Внедрить Германию во Францию»: культурные предпосылки идеологии науки у Эрнеста Ренана // Новое литературное обозрение, 2010. № 104. C. 11—28.
- Козлов С. Л. Свой среди чужих // Новое литературное обозрение, 2010. № 4.
- Козлов С. Л. Приоритеты и менталитеты // Новое литературное обозрение, 2011. № 110 (4). С. 84-91.
- Козлов С. Л. Осень филологии // Новое литературное обозрение, 2011. № 110 (4). С. 15-22.
- Козлов С. Л. Победа и поражение Лидии Гинзбург // Новое литературное обозрение, 2012. № 114. C. 352—353.
- Козлов С. Л. Эволюция французской образовательной модели в XIX веке // Отечественные записки. 2013. № 4.